# Dmitrij Los'kov
Dmitrij Vjačeslavovič Los'kov (in russo Дмитрий Вячеславович Лоськов?; Kurgan, 12 febbraio 1974) è un allenatore di calcio ed ex calciatore russo, di ruolo centrocampista, vice allenatore della Lokomotiv Mosca.
Unico calciatore russo ad aver giocato tutte e venti le stagioni del campionato dopo la dissoluzione dell'Unione Sovietica detiene il record di presenze e reti per la Lokomotiv Mosca nel campionato russo e il record di presenze assolute nella Prem'er-Liga.

## Caratteristiche tecniche
Era un trequartista o regista dotato di un ottimo sinistro, di grande tecnica e visione di gioco, definito «geniale» ed era considerato uno dei migliori calciatori russi degli anni duemila., di grande tecnica e visione di gioco, definito «geniale» ed era considerato uno dei migliori calciatori russi degli anni duemila. Aveva un eccellente lancio lungo, abile assist-man e finalizzatore. Spesso schierato come interno di centrocampo nel 4-5-1 della Lokomotiv Mosca. Durante gli incontri Loskov non manteneva una posizione fissa, preferendo giocare in tutte le zone del campo. Alla Lokomotiv tirava sia i calci d'angolo sia le punizioni e talvolta anche i rigori e per diversi anni è stato il capitano storico del club.
All'inizio degli anni duemila ha vinto diversi premi individuali come miglior centrocampista e miglior calciatore russo.

## Carriera

### Club
Los'kov ha iniziato a giocare a calcio da bambino, nella Torpedo a Kurgan, nel 1983. Nel 1990, si è trasferito a Rostov sul Don e ha firmato per il Rostsel'maš nel 1991. È diventato un notevole playmaker e la Lokomotiv ha mostrato interesse nei suoi confronti, facendogli firmare un contratto preliminare nel 1996. Comunque, Los'kov ha scelto di giocare per un altro anno con la sua vecchia squadra.
È stato votato calciatore russo dell'anno nel 2002 e nel 2003.
Nel 1997, Los'kov è arrivato alla Lokomotiv. Ha raggiunto significativi successi con il club, incluse tre Coppe di Russia, due campionati ed è stato capocannoniere in due distinte occasioni. Ha giocato oltre duecento incontri di campionato per la Lokomotiv, segnando più di cento reti nella Premier League russa. È diventato capitano della squadra nel 2006. Le sue prestazioni hanno sempre attirato l'interesse di importanti club europei, inclusi Monaco e Tottenham Hotspur. Ha raggiunto le semifinali di Coppa delle Coppe in due edizioni: quella del 1997-1998 e 1998-1999, oltre al secondo turno della Champions League nel 2003-2004.
Nel 2007, a causa di alcuni conflitti con l'allenatore della Lokomotiv, Anatolij Byšovec, ha lasciato la squadra ed è passato al Saturn.
Rimane al Saturn Ramenskoe per tre anni collezionando 53 presenze e realizzando 7 reti.
Svincolatosi, nel luglio del 2010 firma un contratto a cadenza semestrale con la Lokomotiv Mosca, ritornando nella squadra in cui ha giocato i suoi migliori anni. Nel luglio del 2012 rinnova il contratto con la società moscovita fino al giugno del 2013.

### Nazionale
Los'kov, nonostante sia sempre stato considerato come uno dei calciatori più consistenti del campionato russo, ha avuto poco spazio nella sua Nazionale. In totale, per la Russia, ha giocato venticinque partite e ha realizzato due reti. Ha fatto parte della selezione che ha partecipato al campionato d'Europa 2004. La sua ultima presenza risale al 16 agosto 2006 in amichevole contro la Lettonia.

## Statistiche

### Presenze e reti nei club
| Stagione               | Squadra                | Campionato             | Campionato | Campionato | Coppe nazionali | Coppe nazionali | Coppe nazionali | Coppe continentali | Coppe continentali | Coppe continentali | Altre coppe | Altre coppe | Altre coppe | Totale | Totale |
| Stagione               | Squadra                | Comp                   | Pres       | Reti       | Comp            | Pres            | Reti            | Comp               | Pres               | Reti               | Comp        | Pres        | Reti        | Pres   | Reti   |
| ---------------------- | ---------------------- | ---------------------- | ---------- | ---------- | --------------- | --------------- | --------------- | ------------------ | ------------------ | ------------------ | ----------- | ----------- | ----------- | ------ | ------ |
| 1991                   | Rostsel'maš            | 1L                     | 2          | 0          | CR              | 0               | 0               | -                  | -                  | -                  | -           | -           | -           | 2      | 0      |
| 1992                   | Rostsel'maš            | PL                     | 6          | 0          | CR              | 0               | 0               | -                  | -                  | -                  | -           | -           | -           | 6      | 0      |
| 1993                   | Rostsel'maš            | PL                     | 18         | 1          | CR              | 2               | 0               | -                  | -                  | -                  | -           | -           | -           | 20     | 1      |
| 1994                   | Rostsel'maš            | 1L                     | 37         | 11         | CR              | 3               | 1               | -                  | -                  | -                  | -           | -           | -           | 40     | 12     |
| 1995                   | Rostsel'maš            | PL                     | 27         | 5          | CR              | 1               | 0               | -                  | -                  | -                  | -           | -           | -           | 28     | 5      |
| 1996                   | Rostsel'maš            | PL                     | 27         | 8          | CR              | 1               | 0               | -                  | -                  | -                  | -           | -           | -           | 28     | 8      |
| Totale Rostsel'maš     | Totale Rostsel'maš     | Totale Rostsel'maš     | 117        | 25         |                 | 7               | 1               |                    | -                  | -                  |             | -           | -           | 124    | 26     |
| 1997                   | Lokomotiv Mosca        | PL                     | 23         | 6          | CR              | 0               | 0               | -                  | -                  | -                  | -           | -           | -           | 23     | 6      |
| 1998                   | Lokomotiv Mosca        | PL                     | 18         | 4          | CR              | 3               | 0               | CdC                | 7                  | 2                  | -           | -           | -           | 28     | 6      |
| 1999                   | Lokomotiv Mosca        | PL                     | 28         | 14         | CR              | 0               | 0               | CdC                | 7                  | 0                  | -           | -           | -           | 35     | 14     |
| 2000                   | Lokomotiv Mosca        | PL                     | 26         | 15         | CR              | 5               | 4               | CU                 | 6                  | 3                  | -           | -           | -           | 37     | 22     |
| 2001                   | Lokomotiv Mosca        | PL                     | 29         | 12         | CR              | 4               | 0               | UCL+CU             | 2+2                | 0+1                | -           | -           | -           | 37     | 13     |
| 2002                   | Lokomotiv Mosca        | PL                     | 30         | 7          | CR              | 1               | 1               | UCL+CU             | 7+2                | 0                  | -           | -           | -           | 40     | 8      |
| 2003                   | Lokomotiv Mosca        | PL                     | 30         | 14         | CR+CdL          | 1+0             | 0               | UCL                | 12                 | 3                  | SR          | 1           | 0           | 44     | 17     |
| 2004                   | Lokomotiv Mosca        | PL                     | 30         | 4          | CR              | 6               | 3               | UCL                | 10                 | 2                  | -           | -           | -           | 46     | 9      |
| 2005                   | Lokomotiv Mosca        | PL                     | 22         | 6          | CR              | 1               | 0               | -                  | -                  | -                  | SR          | 1           | 1           | 24     | 7      |
| 2006                   | Lokomotiv Mosca        | PL                     | 29         | 13         | CR              | 2               | 1               | UCL+CU             | 0+5                | 0+5                | -           | -           | -           | 36     | 19     |
| gen.-giu. 2007         | Lokomotiv Mosca        | PL                     | 13         | 0          | CR              | 5               | 2               | CU                 | 2                  | 1                  | -           | -           | -           | 20     | 3      |
| giu.-dic. 2007         | Saturn                 | PL                     | 15         | 1          | -               | -               | -               | -                  | -                  | -                  | -           | -           | -           | 15     | 1      |
| 2008                   | Saturn                 | PL                     | 15         | 1          | CR              | 2               | 0               | Int                | 1                  | 0                  | -           | -           | -           | 18     | 1      |
| 2009                   | Saturn                 | PL                     | 17         | 5          | CR              | 1               | 0               | -                  | -                  | -                  | -           | -           | -           | 18     | 5      |
| gen.-lug. 2010         | Saturn                 | PL                     | 6          | 0          | CR              | 0               | 0               | -                  | -                  | -                  | -           | -           | -           | 6      | 0      |
| Totale Saturn          | Totale Saturn          | Totale Saturn          | 53         | 7          |                 | 3               | 0               |                    | 1                  | 0                  |             | -           | -           | 57     | 7      |
| gen.-lug. 2010         | Lokomotiv Mosca        | PL                     | 13         | 1          | -               | -               | -               | UEL                | 2                  | 0                  | -           | -           | -           | 15     | 1      |
| 2011-2012              | Lokomotiv Mosca        | PL                     | 30         | 3          | CR              | 2               | 0               | UEL                | 3                  | 0                  | -           | -           | -           | 35     | 3      |
| 2012-2013              | Lokomotiv Mosca        | PL                     | 0          | 0          | CR              | 1               | 0               | -                  | -                  | -                  | -           | -           | -           | 1      | 0      |
| 2016-2017              | Lokomotiv Mosca        | PL                     | 1          | 0          | CR              | 0               | 0               | -                  | -                  | -                  | -           | -           | -           | 1      | 0      |
| Totale Lokomotiv Mosca | Totale Lokomotiv Mosca | Totale Lokomotiv Mosca | 322        | 99         |                 | 31              | 11              |                    | 67                 | 17                 |             | 2           | 1           | 422    | 128    |
| Totale carriera        | Totale carriera        | Totale carriera        | 492        | 131        |                 | 41              | 12              |                    | 68                 | 17                 |             | 2           | 1           | 603    | 161    |

### Cronologia presenze e reti in nazionale
| Cronologia completa delle presenze e delle reti in nazionale ― Russia | Cronologia completa delle presenze e delle reti in nazionale ― Russia | Cronologia completa delle presenze e delle reti in nazionale ― Russia | Cronologia completa delle presenze e delle reti in nazionale ― Russia | Cronologia completa delle presenze e delle reti in nazionale ― Russia | Cronologia completa delle presenze e delle reti in nazionale ― Russia | Cronologia completa delle presenze e delle reti in nazionale ― Russia | Cronologia completa delle presenze e delle reti in nazionale ― Russia |
| Data                                                                  | Città                                                                 | In casa                                                               | Risultato                                                             | Ospiti                                                                | Competizione                                                          | Reti                                                                  | Note                                                                  |
| --------------------------------------------------------------------- | --------------------------------------------------------------------- | --------------------------------------------------------------------- | --------------------------------------------------------------------- | --------------------------------------------------------------------- | --------------------------------------------------------------------- | --------------------------------------------------------------------- | --------------------------------------------------------------------- |
| 31-5-2000                                                             | Mosca                                                                 | Russia                                                                | 1 – 1                                                                 | Slovacchia                                                            | Amichevole                                                            | -                                                                     | 72’                                                                   |
| 4-6-2000                                                              | Chișinău                                                              | Moldavia                                                              | 0 – 1                                                                 | Russia                                                                | Amichevole                                                            | -                                                                     | 76’                                                                   |
| 16-8-2000                                                             | Mosca                                                                 | Russia                                                                | 1 – 0                                                                 | Israele                                                               | Amichevole                                                            | -                                                                     | 66’                                                                   |
| 21-8-2002                                                             | Mosca                                                                 | Russia                                                                | 1 – 1                                                                 | Svezia                                                                | Amichevole                                                            | -                                                                     | 46’                                                                   |
| 7-9-2002                                                              | Mosca                                                                 | Russia                                                                | 4 – 2                                                                 | Irlanda                                                               | Qual. Euro 2004                                                       | -                                                                     |                                                                       |
| 16-10-2002                                                            | Volgograd                                                             | Russia                                                                | 4 – 1                                                                 | Albania                                                               | Qual. Euro 2004                                                       | -                                                                     | 46’                                                                   |
| 12-2-2003                                                             | Limassol                                                              | Cipro                                                                 | 0 – 1                                                                 | Russia                                                                | Amichevole                                                            | -                                                                     | 89’                                                                   |
| 13-2-2003                                                             | Limassol                                                              | Romania                                                               | 2 – 4                                                                 | Russia                                                                | Amichevole                                                            | -                                                                     | 60’                                                                   |
| 29-3-2003                                                             | Scutari                                                               | Albania                                                               | 3 – 1                                                                 | Russia                                                                | Qual. Euro 2004                                                       | -                                                                     |                                                                       |
| 20-8-2003                                                             | Mosca                                                                 | Russia                                                                | 1 – 2                                                                 | Israele                                                               | Amichevole                                                            | -                                                                     | cap. 38’ 46’                                                          |
| 15-11-2003                                                            | Mosca                                                                 | Russia                                                                | 0 – 0                                                                 | Galles                                                                | Qual. Euro 2004                                                       | -                                                                     |                                                                       |
| 31-3-2004                                                             | Sofia                                                                 | Bulgaria                                                              | 2 – 2                                                                 | Russia                                                                | Amichevole                                                            | -                                                                     | 46’                                                                   |
| 28-4-2004                                                             | Oslo                                                                  | Norvegia                                                              | 3 – 2                                                                 | Russia                                                                | Amichevole                                                            | -                                                                     | 46’                                                                   |
| 16-6-2004                                                             | Lisbona                                                               | Portogallo                                                            | 2 – 0                                                                 | Russia                                                                | Euro 2004 - 1º Turno                                                  | -                                                                     |                                                                       |
| 17-11-2004                                                            | Krasnodar                                                             | Russia                                                                | 4 – 0                                                                 | Estonia                                                               | Qual. Mondiali 2006                                                   | 1                                                                     | 81’                                                                   |
| 9-2-2005                                                              | Cagliari                                                              | Italia                                                                | 2 – 0                                                                 | Russia                                                                | Amichevole                                                            | -                                                                     | cap. 46’                                                              |
| 26-3-2005                                                             | Vaduz                                                                 | Liechtenstein                                                         | 1 – 2                                                                 | Russia                                                                | Qual. Mondiali 2006                                                   | -                                                                     | cap.                                                                  |
| 30-3-2005                                                             | Tallinn                                                               | Estonia                                                               | 1 – 1                                                                 | Russia                                                                | Qual. Mondiali 2006                                                   | -                                                                     |                                                                       |
| 4-6-2005                                                              | San Pietroburgo                                                       | Russia                                                                | 2 – 0                                                                 | Lettonia                                                              | Qual. Mondiali 2006                                                   | 1                                                                     | 65’                                                                   |
| 8-6-2005                                                              | Mönchengladbach                                                       | Germania                                                              | 2 – 2                                                                 | Russia                                                                | Amichevole                                                            | -                                                                     | cap.                                                                  |
| 8-10-2005                                                             | Mosca                                                                 | Russia                                                                | 5 – 1                                                                 | Lussemburgo                                                           | Qual. Mondiali 2006                                                   | -                                                                     | cap.                                                                  |
| 12-10-2005                                                            | Bratislava                                                            | Slovacchia                                                            | 0 – 0                                                                 | Russia                                                                | Qual. Mondiali 2006                                                   | -                                                                     |                                                                       |
| 1-3-2006                                                              | Mosca                                                                 | Russia                                                                | 0 – 1                                                                 | Brasile                                                               | Amichevole                                                            | -                                                                     | 65’                                                                   |
| 27-5-2006                                                             | Albacete                                                              | Spagna                                                                | 0 – 0                                                                 | Russia                                                                | Amichevole                                                            | -                                                                     | 72’                                                                   |
| 16-8-2006                                                             | Mosca                                                                 | Russia                                                                | 1 – 0                                                                 | Lettonia                                                              | Amichevole                                                            | -                                                                     | 46’                                                                   |
| Totale                                                                |                                                                       | Presenze                                                              | 25                                                                    |                                                                       | Reti                                                                  | 2                                                                     |                                                                       |

## Palmarès

### Giocatore

#### Club
- Campionato russo: 2

Lokomotiv Mosca: 2002, 2004
- Coppa di Russia: 3

Lokomotiv Mosca: 1999-2000, 2000-2001, 2006-2007
- Supercoppa di Russia: 2

Lokomotiv Mosca: 2003, 2005

#### Individuale
- Capocannoniere del campionato russo: 2

2000, 2003
- Miglior giocatore del campionato russo secondo Sport-Express: 1

2002
- Miglior centrocampista del campionato russo secondo Sport-Express: 1

2000
- Miglior centrocampista offensivo del campionato russo secondo Sport-Express: 4

1999, 2002, 2003, 2004
- Calciatore russo dell'anno: 2

2002, 2003